# Zabuże (obwód wołyński)
Zabuże (ukr. Забу́жжя) – wieś na Ukrainie w rejonie kowelskim, w obwodzie wołyńskim, położona nad Bugiem. W II Rzeczypospolitej miejscowość wchodziła w skład gminy wiejskiej Huszcza w powiecie lubomelskim województwa wołyńskiego. Południowo-zachodnia część wsi nosi nazwę „Sołtysy”. Do II wojny światowej w pobliżu miejscowości znajdował się chutor Koszarki.
Do 2020 w rejonie lubomelskim.